# 589 Croatia
589 Croatia
589 Croatia là một tiểu hành tinh ở vành đai chính. Nó được Dr. August Kopff phát hiện ngày 3.3.1906 ở đài thiên văn Königstuhl-Heidelberg bằng phương pháp chụp hình.
Váo lúc phát hiện, tiểu hành tinh này là 12,5mv và ở trong chòm sao Virgo. Thiên thể được đặt tên là Croatia, theo gợi ý của giáo sư Max Wolf, để vinh danh việc thành lập Astronomical Observatory of the Croatian Natural Sciences Society (Đài thiên văn của Hội Khoa học tự nhiên Croatia) ở Zagreb. Việc phát hiện được đăng trên tạp chí Astronomische Nachrichten, trong một bài do giáo sư Max Wolf viết.
Sau này, một số nhà thiên văn học (Johann Palisa, K. Lohnert cùng vài người khác) đã làm việc đo đạc nhằm mục đích xác định tham số quỹ đạo. Từ những số liệu đo đạc này, Dr. P.V. Neugebauer ở Berlin, M.S. Mello và Simas ở Trafaria (Lisboa) đã xác định riêng rẽ tham số quỹ đạo đầu tiên.
Các quan sát được tiếp tục, trong đó có các nhà thiên văn học August Kopff, E. Bianchi, A. Abetti, G. Zappa, P. Chafardet, E. Millossevich, Johann Palisa, và vài người khác. Các quan sát được thực hiện từ Berlin, Copenhagen, Roma, Arcetra và một số thành phố ở Ý đã xác định bán kính của nó có lẽ là 28.452 km (và do đó diện tích bề mặt là 2543,2 km², cùng chu vi quỹ đạo là 89.385 km) bằng phương pháp Argelander.